# 野原祐也
野原 祐也（のはら ゆうや、1985年1月7日 - ）は、埼玉県越谷市出身の元プロ野球選手（外野手、内野手、右投左打）、野球指導者。
現役時代には、ベースボール・チャレンジ・リーグ（BCリーグ）の富山サンダーバーズ→富山GRNサンダーバーズとNPBの阪神タイガースに所属。富山時代には、「富山のおかわり君」と呼ばれていた。
2016年の現役引退後は、2017年から2020年まで社会人クラブチームのOBC高島、2021年から2022年まで阪神タイガース Women（阪神タイガースが運営する女子硬式野球クラブチーム）の監督を務めた。

## 経歴

### 現役時代

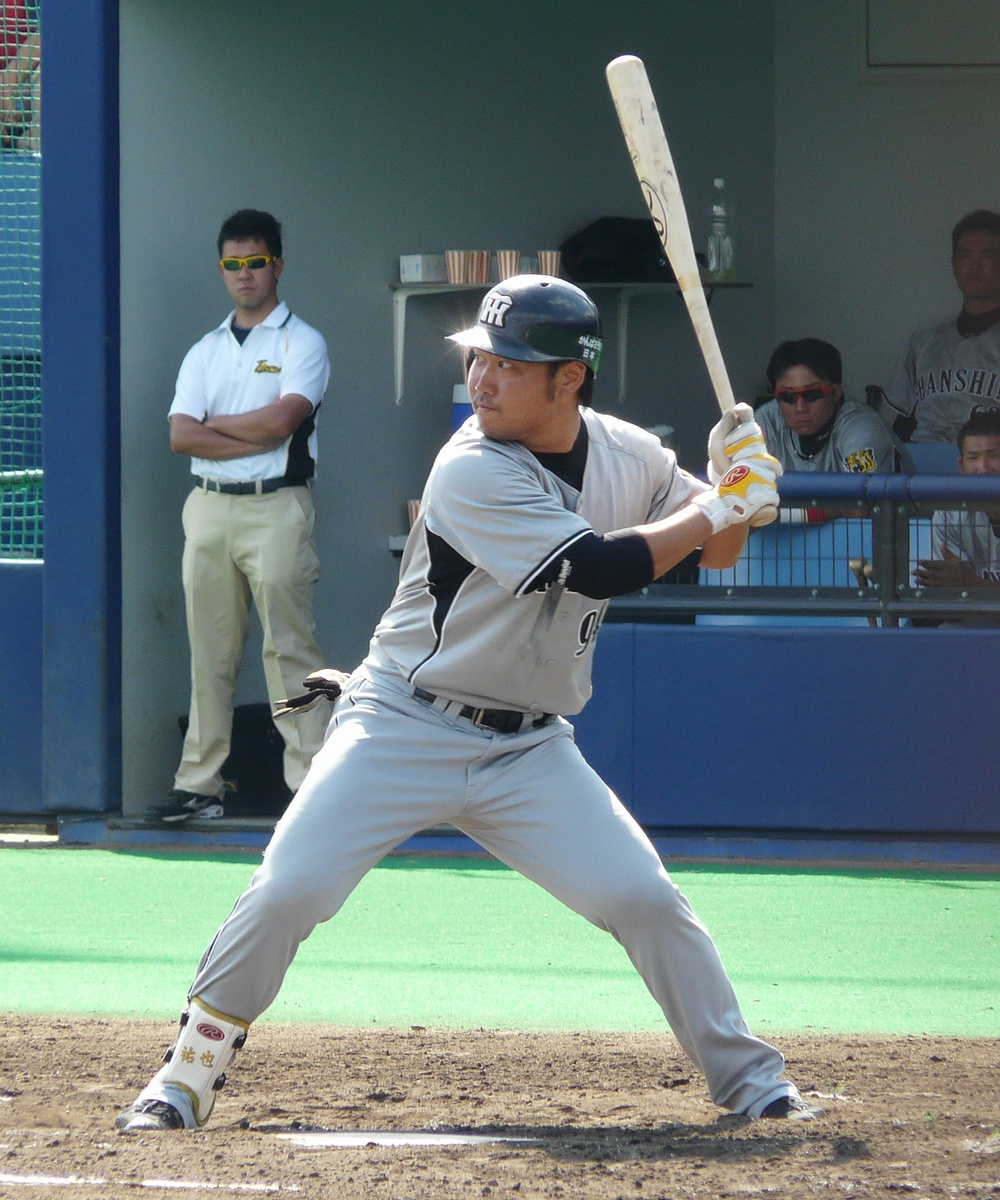
阪神時代（2011年9月8日）

大宮東高校から国士舘大学に進学。4年時は主将。大学時代には股関節を故障しNPBのドラフトにはかからなかったが、プロ入りの夢を追い求めて2007年に創設された北信越ベースボール・チャレンジ・リーグの富山サンダーバーズに入団。入団後は当時同チームのコーチ兼プレーヤーとして籍を置いていた宮地克彦から指導を受けた場面がTBSテレビ『バース・デイ』で紹介された。
サンダーバーズでは1年目から活躍し、7月8日の新潟アルビレックスBC戦ではリーグ初の1試合3本塁打を記録するなど、打のチームである「雷鳥打線」の不動の4番として活躍した。打点はチームメイトの井野口祐介に及ばなかったが打率.412, 14本塁打と2冠王に輝き、MVP（野手部門）に輝いた。このシーズンに記録した113安打は、同じ富山のフランシスコ・ペゲロが2017年に115安打を記録するまで、10年間破られなかった。しかし、チームは優勝争いしたものの石川ミリオンスターズに敗北し、野原本人も2007年ドラフト会議では指名されなかった。
2年目の2008年はシーズン当初は調子が出なかったが、6月に1号本塁打を放ってからは徐々に調子を上げた。本塁打こそ7本に終わったが、最終的にはリーグ2位の打率.368、リーグ3位の打点45を挙げ、不動の4番としてチームのリーグ優勝に大きく貢献。これが評価され2年連続のMVP（野手部門）に輝いた。同年のドラフト会議において、阪神タイガースに育成枠1位で指名され、11月26日に仮契約した。この時の背番号は123.
2009年は育成選手としてスタートしたが、ウエスタン・リーグ59試合で打率.309, 2本塁打、19打点と好調で、7月26日に支配下登録された。これに伴い背番号は94となった。阪神タイガースにおいての育成選手からの支配下登録はアーロム・バルディリスに次いで2例目、日本人選手としては初であった。8月にウエスタン・リーグにおいて打率.341, 1本塁打の成績を残し8月度「ミズノ月間MVP」を受賞した。9月9日に初めて一軍昇格。9月12日の対横浜ベイスターズ戦で山口俊から代打でプロ初安打を記録し、翌日の9月13日の試合では、怪我により欠場した赤星憲広にかわり、1番センターでスタメン出場した。
2010年は3月14日の教育リーグ・対中日ドラゴンズ戦で右手首を痛め、5月に手術を受けた影響で一軍出場はなかった。この年オフに結婚を発表。翌2011年もわずか4試合の出場で無安打に終わった。
2012年は、二軍では打数は少ないものの打率.386（70打数27安打）、3本塁打、6打点の成績を残したが、一軍では6月に3試合出場のみにとどまった。二軍では入団してから4年連続3割以上の打撃成績を残していたが、10月2日、戦力外通告を受けた。
2013年から富山サンダーバーズに選手兼任コーチとして復帰。2016年のコーチ退任を機に、現役を引退した。

### 現役引退後
2017年からOBC高島の監督へ就任。就任当初は、コーチが選手兼任の田中息吹貴捕手しかいなかったため、選手へのコーチングも手掛けていた。
2020年12月3日に、OBC高島監督の退任と阪神球団への復帰を発表。復帰後は、球団振興部が運営する「タイガースアカデミーベースボールスクール」の専属コーチと兼務で、2021年に創設された「阪神タイガース Women」で初代の監督を2022年まで務めていた。
2023年1月1日付で球団本部のチーム運営部に配属され一軍のマネジャーに就いた。

## 選手としての特徴
長打力に加えて、手動計測ながら50m走で5秒9を記録したほどの俊足の持ち主であった。

## 詳細情報

### 年度別打撃成績
| 年 度     | 球 団     | 試 合 | 打 席 | 打 数 | 得 点 | 安 打 | 二 塁 打 | 三 塁 打 | 本 塁 打 | 塁 打 | 打 点 | 盗 塁 | 盗 塁 死 | 犠 打 | 犠 飛 | 四 球 | 敬 遠 | 死 球 | 三 振 | 併 殺 打 | 打 率 | 出 塁 率 | 長 打 率 | O P S |
| --------- | --------- | ----- | ----- | ----- | ----- | ----- | -------- | -------- | -------- | ----- | ----- | ----- | -------- | ----- | ----- | ----- | ----- | ----- | ----- | -------- | ----- | -------- | -------- | ----- |
| 2009      | 阪神      | 15    | 16    | 15    | 1     | 4     | 1        | 0        | 0        | 5     | 0     | 0     | 0        | 0     | 0     | 0     | 0     | 1     | 4     | 0        | .267  | .313     | .333     | .646  |
| 2011      | 阪神      | 4     | 4     | 4     | 0     | 0     | 0        | 0        | 0        | 0     | 0     | 0     | 0        | 0     | 0     | 0     | 0     | 0     | 1     | 0        | .000  | .000     | .000     | .000  |
| 2012      | 阪神      | 3     | 8     | 7     | 1     | 1     | 0        | 0        | 0        | 1     | 0     | 0     | 0        | 0     | 0     | 1     | 0     | 0     | 2     | 0        | .143  | .250     | .143     | .393  |
| 通算：3年 | 通算：3年 | 22    | 28    | 26    | 2     | 5     | 1        | 0        | 0        | 6     | 0     | 0     | 0        | 0     | 0     | 1     | 0     | 1     | 7     | 0        | .192  | .250     | .231     | .481  |

### 年度別守備成績
| 年 度 | 球 団 | 外野  | 外野  | 外野  | 外野  | 外野  | 外野     |
| 年 度 | 球 団 | 試 合 | 刺 殺 | 補 殺 | 失 策 | 併 殺 | 守 備 率 |
| ----- | ----- | ----- | ----- | ----- | ----- | ----- | -------- |
| 2009  | 阪神  | 6     | 0     | 0     | 0     | 0     | ----     |
| 2011  | 阪神  | 2     | 0     | 0     | 0     | 0     | ----     |
| 2012  | 阪神  | 2     | 5     | 0     | 0     | 0     | 1.000    |
| 通算  | 通算  | 10    | 5     | 0     | 0     | 0     | 1.000    |

### 記録
NPB
- 初出場：2009年9月9日、対中日ドラゴンズ19回戦（阪神甲子園球場）、9回表に林威助に代わり右翼手で出場
- 初打席：2009年9月11日、対横浜ベイスターズ19回戦（阪神甲子園球場）、8回裏にスコット・アッチソンの代打で出場、加藤康介の前に空振り三振
- 初安打：2009年9月12日、対横浜ベイスターズ20回戦（阪神甲子園球場）、9回裏に渡辺亮の代打で出場、山口俊から右前安打
- 初先発出場：2009年9月13日、対横浜ベイスターズ21回戦（阪神甲子園球場）、1番・中堅手で先発出場

### 独立リーグでの打撃成績
| 年 度     | 球 団     | 試 合 | 打 数 | 得 点 | 安 打 | 二 塁 打 | 三 塁 打 | 本 塁 打 | 塁 打 | 打 点 | 盗 塁 | 犠 打 | 犠 飛 | 四 球 | 死 球 | 三 振 | 併 殺 打 | 打 率 | 出 塁 率 | 長 打 率 | O P S |
| --------- | --------- | ----- | ----- | ----- | ----- | -------- | -------- | -------- | ----- | ----- | ----- | ----- | ----- | ----- | ----- | ----- | -------- | ----- | -------- | -------- | ----- |
| 2007      | 富山      | 72    | 274   | 76    | 113   | 14       | 5        | 14       | 179   | 75    | 5     | 0     | 4     | 44    | 19    | 39    | 2        | .412  | .522     | .653     | 1.175 |
| 2008      | 富山      | 72    | 261   | 41    | 96    | 19       | 9        | 7        | 154   | 45    | 12    | 0     | 1     | 33    | 17    | 30    | 4        | .368  | .469     | .590     | 1.059 |
| 2013      | 富山      | 70    | 233   | 56    | 77    | 10       | 2        | 3        | 115   | 20    | 36    | 0     | 1     | 45    | 20    | 29    | 3        | .330  | .475     | .473     | .948  |
| 2014      | 富山      | 72    | 262   | 54    | 74    | 10       | 2        | 7        | 128   | 37    | 13    | 0     | 0     | 48    | 19    | 34    | 4        | .282  | .429     | .489     | .918  |
| 2015      | 富山      | 68    | 235   | 46    | 79    | 12       | 9        | 5        | 150   | 55    | 14    | 0     | 0     | 54    | 12    | 26    | 7        | .336  | .482     | .638     | 1.120 |
| 2016      | 富山      | 54    | 187   | 28    | 61    | 7        | 3        | 0        | 84    | 32    | 2     | 0     | 1     | 22    | 10    | 32    | 5        | .326  | .423     | .449     | .872  |
| 通算：6年 | 通算：6年 | 408   | 1452  | 301   | 500   | 72       | 30       | 36       | 810   | 264   | 82    | 0     | 7     | 246   | 97    | 190   | 25       | .344  | .468     | .558     | 1.026 |

- 各年度の太字はリーグ最高、赤太字はリーグ歴代最高

### 独立リーグでのタイトル・表彰
タイトル
- 首位打者：1回 （2007年）
- 本塁打王：1回 （2007年）
- 最多打点：1回 （2015年）
- 最多安打：1回 （2007年）
- 最多盗塁：1回 （2013年）

表彰
- MVP：2回 （野手部門：2007年、2008年）
- ベストナイン：1回 （外野手部門：2008年）

### 背番号
- 33 （2007年 - 2008年、2013年 - 2016年）
- 123 （2009年 - 2009年7月25日）
- 94 （2009年7月26日 - 2012年）
- 76 （2021年 - 2022年）

### 登場曲
- 「『スーパーマン』のテーマ」John Williams（2009年 - 2011年）
- 「『スター・ウォーズ』メイン・タイトル」John Williams（2012年）